# Liste der Bodendenkmale in Wesseln
In der Liste der Bodendenkmale in Wesseln sind die Bodendenkmale der Gemeinde Wesseln nach dem Stand der Bodendenkmalliste des Archäologischen Landesamts Schleswig-Holstein von 2016 aufgelistet.
| Denkmal-ID           | Befundart           | Bezeichnung                              | Zeitstellung                 | Lage | Bemerkungen | Bild |
| -------------------- | ------------------- | ---------------------------------------- | ---------------------------- | ---- | ----------- | ---- |
| aKD-ALSH-Nr. 000 402 | Grabmal > Grabhügel | Grabhügel „Rugenbarg“                    | Vor- und/oder Frühgeschichte |      |             |      |
| aKD-ALSH-Nr. 000 403 | besonderer Stein    | Inschriftenstein/Grenzstein/Schalenstein |                              |      |             |      |